# Dudley Wood
Dudley Wood (ur. 9 lipca 1946 roku w Edmonton) – brytyjski kierowca wyścigowy.

## Kariera
Wood rozpoczął karierę w międzynarodowych wyścigach samochodowych w 1980 roku od startów w World Challenge for Endurance Drivers, gdzie jednak nie zdobywał punktów. W późniejszych latach Brytyjczyk pojawiał się także w stawce World Championship for Drivers and Makes, 24-godzinnego wyścigu Le Mans, FIA World Endurance Championship, European Endurance Championship, IMSA Camel GT Championship, IMSA Camel GTP Championship, World Sports-Prototype Championship oraz SAT 1 Supercup.